# Station Minnesund
Station Minnesund  is een station in Minnesund in de gemeente Eidsvoll in fylke Viken  in  Noorwegen. Het station langs Dovrebanen werd geopend in 1880. Het is ontworpen door Balthazar Lange.
Minnesund werd in 1980 gesloten voor personenvervoer. In 1983 ook voor goederenvervoer. Het emplacement wordt nog wel gebruikt als passeerspoor.